# Latin Lover (Cesare Cremonini)
Latin Lover (in italiano: Amante latino) è una canzone di Cesare Cremonini. È il quarto singolo, registrato nel 2002, estratto dall'album Bagus uscito nel 2003.
Cremonini ha dichiarato che "l'unica maniera per convincere le donne di essere un uomo in grado di amare come chiunque altro, era di scrivere una canzone sull'argomento".
Nel video del brano fa una apparizione la popolare soubrette Aída Yéspica.
Il brano è anche presente nel Festivalbar 2003 nella compilation blu.

## Tracce
1. Latin lover
2. La cameriera dei giorni più belli (live)